# Bisnovat R-40
De Bisnovat R-40 (NAVO-codenaam: AA6-Acrid) is een langeafstandslucht-luchtraket die in de jaren zestig door de Sovjet-Unie speciaal voor de MiG-25 supersonische onderscheppingsjager is ontwikkeld, maar die ook door de latere MiG-31 kan worden ingezet. Het is de grootste lucht-luchtraket ter wereld die ooit in productie is genomen.

## Specificaties
- Land van herkomst: Sovjet-Unie
- Ontwerper: OKB-4 MR Bisnovatyl
- Ontworpen: 1959
- Productie: 1960 - 1995
- Actieradius: 50–80 km
- Motor: vastebrandstofmotor
- Snelheid: mach 2,2 - 4,5
- Dimensies: 0,31 m diameter (12 in), 6,29 m (radargeleid) - 5,91 m (infraroodgeleid), vleugelbreedte 1,45 m
- Massa: 475 kg
- Type springlading: Fragmentatie
- Springlading: 38–100 kg
- Operationeel bereik: 50–80 km
- Richtsysteem: Semi-actieve radargeleiding (R40-RD) of infraroodgeleiding (R40-TD)
- Varianten: R-40R / R-40, R-40RD / R-40, R-40RD1 / R-40TD1 (radar- en infraroodgeleiding)